# Colin Crouch
Colin John Crouch (Isleworth, 1º marzo 1944) è un sociologo e politologo britannico.

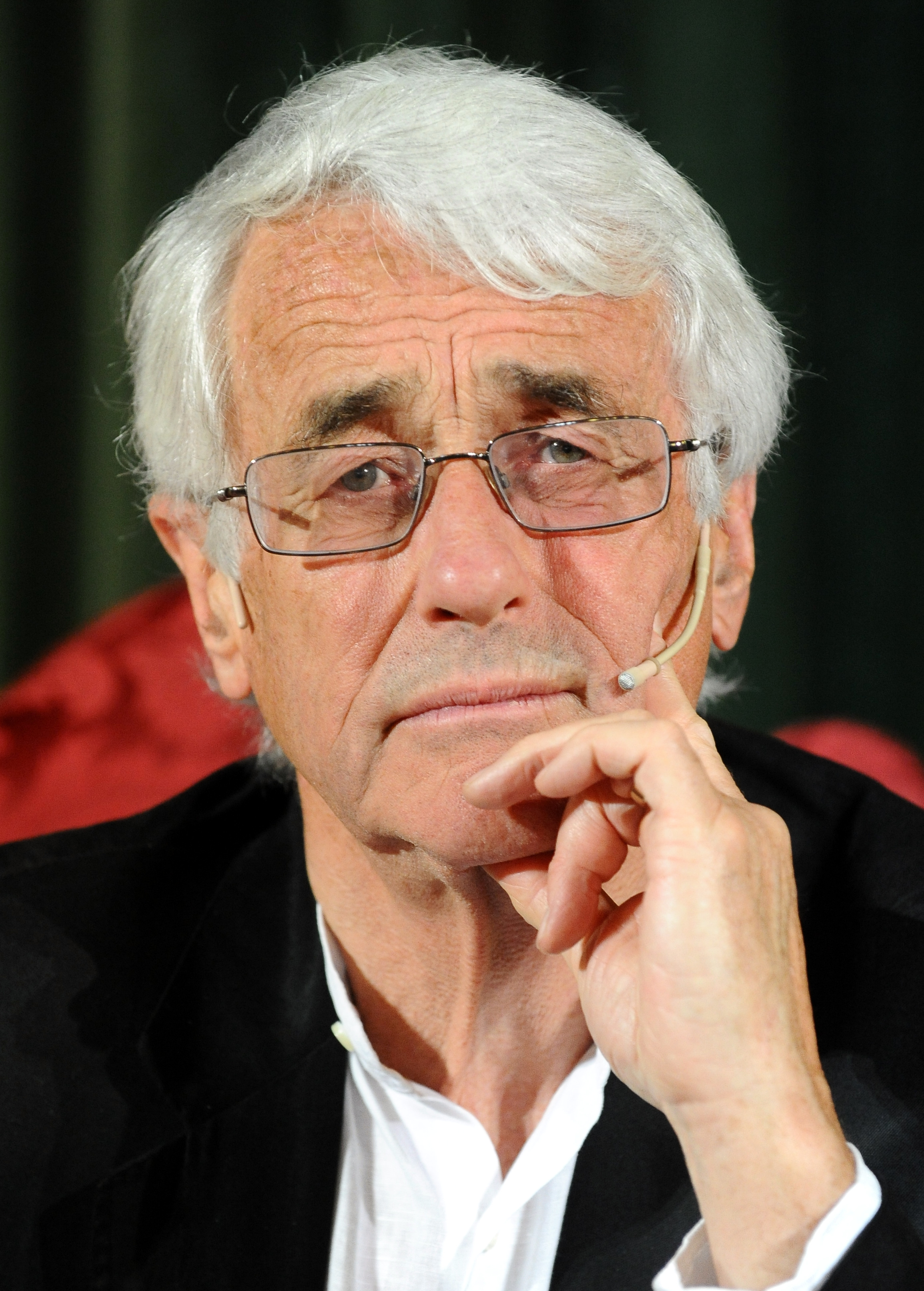
Colin Crouch al Festival dell'Economia di Trento.

Ha coniato il termine Postdemocrazia nel suo omonimo libro in cui teorizza che le democrazie avanzate, pur rimanendo di fatto democrazie, si avviino inesorabilmente verso un'inedita forma di oligarchia.

## Biografia
Colin Crouch è nato nel 1944. Si è laureato presso la London School of Economics and Political Science e, in seguito, ha conseguito il dottorato presso l'Università di Oxford. Ha iniziato la sua carriera come docente di sociologia alla London School of Economics nel 1969. Successivamente ha insegnato presso l'Università di Bath e l'università di Oxford, dove è stato curatore della Bodleian Library dal 1990 al 1995. È stato professore di Sociologia al dipartimento di scienze politiche dell'Istituto universitario europeo di Firenze dal 1995 al 2004. Ha insegnato Governance e Management Pubblico presso l'Università di Warwick Business School fino al 2011.

### Articoli
- There is an alternative to neoliberalism that still understands the markets (su The Guardian)